# Genoa Cricket and Football Club 1899
Questa voce raccoglie le informazioni riguardanti il Genoa Cricket and Athletic Club nelle competizioni ufficiali della stagione 1899.

## Stagione
George Fawcus subentra il 2 gennaio 1899 alla presidenza del club al posto del dimissionario Hermann Bauer, che comunque rimarrà nei ranghi dirigenziali. Il nove gennaio seguente il club assume il nome di Genoa Cricket and Football Club, sostituendo il termine Athletic con Football, ormai lo sport praticato principale.
Lasciano il calcio giocato William Baird, John Quertier Le Pelley e Hermann Bauer che vengono sostituiti dai britannici Joseph William Agar e Arkless, dallo svizzero Étienne Deteindre e dall'italo-svizzero Enrico Pasteur.
Secondo la cronaca del quotidiano Il Caffaro, l'eliminatoria ligure fra i genovesi del Genoa e i sampierdarenesi della Liguria avrebbe dovuto dare inizio al campionato il 26 marzo 1899. La partita, tuttavia, venne prima rinviata al giorno successivo e infine non più disputata per il ritiro del sodalizio di Sampierdarena. Ulteriori fonti, comunque, aggiungono che fra le due squadre si sarebbe tenuta un'amichevole al posto del match ufficiale: la vittoria sarebbe arrisa al Genoa per 3-1 (doppieta di Norman Victor Leaver e una rete di Joseph William Agar per il Genoa, gol della bandiera della Liguria FBC di Edoardo Picco). I campioni in carica, quindi, ottennero l'accesso automatico alla finale.
Il 2 aprile si svolse l'eliminatoria piemontese fra Ginnastica Torino e Torinese, vinta dalla Ginnastica Torino, la quale perse a sua volta la semifinale del 9 aprile contro l'Internazionale Torino. Infine, il Genoa sconfisse l'Internazionale Torino e si laureò campione per il secondo anno consecutivo.

## Divise
La maglia utilizzata per gli incontri di campionato era biancoblu a strisce verticali.
| Manica sinistra · Manica sinistra · Maglietta · Maglietta · Manica destra · Manica destra · Pantaloncini · Calzettoni |

## Organigramma societario
Area direttiva
- Presidente: George Fawcus
- Vice presidente: Hermann Bauer
- Segretario: Edoardo Pasteur
- Cassiere: Henri Dapples
- Consiglieri: James Spensley, Ernesto De Galleani, Howard Passadoro

Area tecnica
- Capitano/Allenatore: James Spensley

## Rosa
| N. |                        | Ruolo | Calciatore          |
| -- | ---------------------- | ----- | ------------------- |
|    | Italia (bandiera)      | P     | Fausto Ghigliotti   |
|    | Inghilterra (bandiera) | D     | George Blake        |
|    | Italia (bandiera)      | D     | Ernesto De Galleani |
|    | Galles (bandiera)      | D     | Howard Passadoro    |
|    | Italia (bandiera)      | D     | Edoardo Pasteur     |
|    | Inghilterra (bandiera) | D     | James Spensley      |
|    | Inghilterra (bandiera) | C     | Arkless             |
|    | Inghilterra (bandiera) | A     | Joseph William Agar |
|    | Italia (bandiera)      | A     | Giovanni Bocciardo  |

| N. |                        | Ruolo | Calciatore           |
| -- | ---------------------- | ----- | -------------------- |
|    | Svizzera (bandiera)    | A     | Henri Dapples        |
|    | Svizzera (bandiera)    | A     | Étienne Deteindre    |
|    | Inghilterra (bandiera) | A     | George Fawcus        |
|    | Inghilterra (bandiera) | A     | Norman Victor Leaver |
|    | Italia (bandiera)      | A     | Enrico Pasteur       |
|    | Svizzera (bandiera)    | A     | Shaffauser           |
|    | Italia (bandiera)      |       | Giudice              |
|    | Italia (bandiera)      |       | Pellerani            |
|    | Italia (bandiera)      |       | Strina               |

## Calciomercato
| Acquisti | Acquisti | Acquisti | Acquisti |
| R.       | Nome     | da       | Modalità |
| -------- | -------- | -------- | -------- |

| Cessioni | Cessioni                | Cessioni | Cessioni      |
| R.       | Nome                    | a        | Modalità      |
| -------- | ----------------------- | -------- | ------------- |
| P        | William Baird           |          | fine carriera |
| C        | Wallys Ghiglione        |          | svincolato    |
| C        | John Quertier Le Pelley |          | fine carriera |
| C        | Giorgio Venturini       | Liguria  | fine prestito |
| A        | Hermann Bauer           |          | fine carriera |

## Risultati

### Campionato Italiano di Football

#### Eliminatoria ligure
Il match del turno eliminatorio ligure fra Genoa e Liguria era previsto a Genova il 26 marzo 1899, alle ore 15:30, sul Campo Sportivo di Ponte Carrega. Dopo un iniziale rinvio al 27 marzo alle 15:00, la partita non venne più disputata in seguito al ritiro della Liguria FBC. Di conseguenza, il Genoa si qualificò direttamente alla finale del campionato.

#### Finale
| Genova 16 aprile 1899, ore 16:00 CET Finale                                 | Genoa     | 3 – 1 | Internazionale Torino | Campo Sportivo di Ponte Carrega (150 spett.) |
| \| \| \| \| \| [6]Spensley [6]Dapples [6]Leaver \| Marcatori \| Weber[6] \| |           |       |                       |                                              |
|                                                                             |           |       |                       |                                              |
| Spensley Dapples Leaver                                                     | Marcatori | Weber |                       |                                              |

## Statistiche

### Statistiche di squadra
| Competizione                    | Punti | In casa | In casa | In casa | In casa | In casa | In casa | In trasferta | In trasferta | In trasferta | In trasferta | In trasferta | In trasferta | Totale | Totale | Totale | Totale | Totale | Totale | DR |
| Competizione                    | Punti | G       | V       | N       | P       | Gf      | Gs      | G            | V            | N            | P            | Gf           | Gs           | G      | V      | N      | P      | Gf     | Gs     | DR |
| ------------------------------- | ----- | ------- | ------- | ------- | ------- | ------- | ------- | ------------ | ------------ | ------------ | ------------ | ------------ | ------------ | ------ | ------ | ------ | ------ | ------ | ------ | -- |
| Campionato Italiano di Football | 2     | 1       | 1       | 0       | 0       | 3       | 1       | 0            | 0            | 0            | 0            | 0            | 0            | 1      | 1      | 0      | 0      | 3      | 1      | +2 |

### Statistiche dei giocatori
| Giocatore      | Campionato Italiano di Football | Campionato Italiano di Football |
| Giocatore      | Presenze                        | Reti                            |
| -------------- | ------------------------------- | ------------------------------- |
| J. W. Agar     | 1                               | 0                               |
| Arkless        | 1                               | 0                               |
| G. Blake       | 0                               | 0                               |
| G. Bocciardo   | 0                               | 0                               |
| H. Dapples     | 1                               | 1                               |
| E. De Galleani | 1                               | 0                               |
| É. Deteindre   | 1                               | 0                               |
| G. Fawcus      | 0                               | 0                               |
| F. Ghigliotti  | 1                               | -1                              |
| N. V. Leaver   | 1                               | 1                               |
| H. Passadoro   | 1                               | 0                               |
| E. Pasteur I   | 1                               | 0                               |
| E. Pasteur II  | 1                               | 0                               |
| J. Spensley    | 1                               | 1                               |